# Otto von Rosen
Otto Karl Robert von Rosen (ur. 11 maja 1884 w Solnie, zm. 26 maja 1963 w Breared) – szwedzki strzelec, olimpijczyk.
Brał udział w Letnich Igrzyskach Olimpijskich 1908 (Londyn); startował w trzech konkurencjach; najwyższe miejsce zajął w strzelaniu z karabinu małokalibrowego do obiektu poruszającego się – sklasyfikowano go wówczas na ósmym miejscu.

## Wyniki olimpijskie
| Igrzyska | Konkurencja                                        | Wynik       | Miejsce    | Źródło |
| -------- | -------------------------------------------------- | ----------- | ---------- | ------ |
| IO 1908  | Pistolet dowolny, 50 jardów                        | 386 punktów | 35 (na 43) | [ 1 ]  |
| IO 1908  | Karabin małokalibrowy, znikająca tarcza, 25 jardów | 42 punkty   | 9T (na 22) | [ 2 ]  |
| IO 1908  | Karabin małokalibrowy, ruchoma tarcza, 25 jardów   | 18 punktów  | 8 (na 21)  | [ 3 ]  |